# Drengen der forsvandt
Drengen der forsvandt er en dansk film fra 1984.
- Manuskript og instruktion Ebbe Nyvold.

Blandt de medvirkende kan nævnes:
- Mads M. Nielsen
- Kirsten Olesen
- Kjeld Nørgaard
- Ole Ernst
- Aksel Erhardsen
- Ingolf David
- Holger Munk
- Holger Boland
- Asta Esper Andersen
- Flemming Dyjak